# Kerodon rupestris
Espèce
Statut de conservation UICN

 LC  : Préoccupation mineure
Le Cobaye des rochers (Kerodon rupestris) est une espèce de Rongeurs hystricognathes de la famille des Cavidés,. Ce sont des mammifères terrestres, endémiques du Brésil.
L'espèce a été décrite pour la première fois en 1820 par Maximilian zu Wied-Neuwied (1782-1867), un prince allemand, naturaliste, ethnologue et explorateur.

## Comportement et habitat

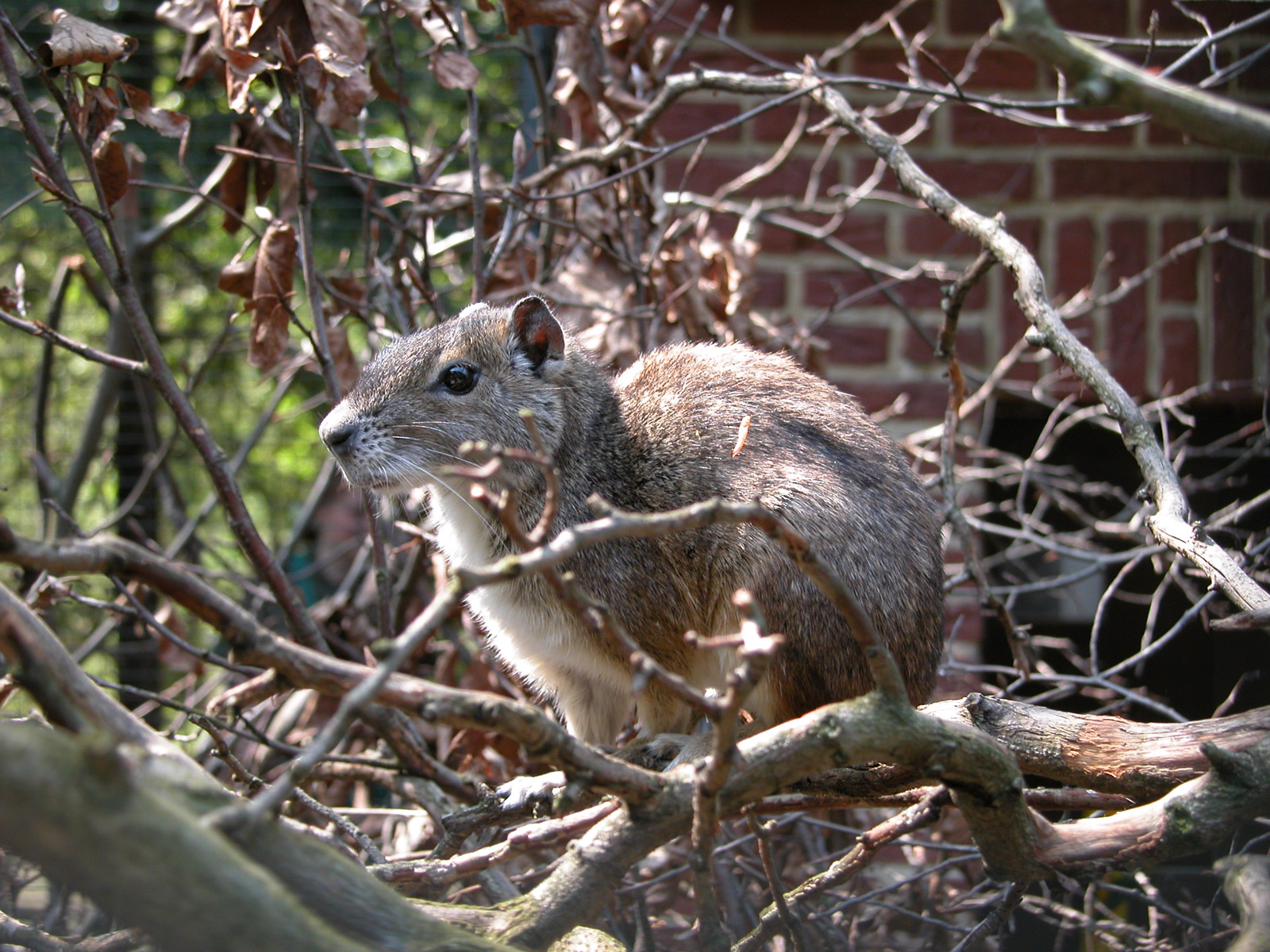
Cobaye des rochers dans un buisson

Dans la nature, c'est un animal terrestre abondamment chassé pour sa viande, qui se cache dans les crevasses des zones rocheuses où il vit et sous les buissons bas dont il consomme les feuilles. Deux ou trois fois par an, les femelles mettent bas des portées de un ou deux petits, après une période de gestation moyenne de 75 jours.
C'est un animal qui supporte bien la captivité et qui se reproduit alors toute l'année.